# Thư thứ nhất của Phêrô
Thư tín thứ nhất của Phê-rô hoặc Phi-e-rơ (theo cách gọi của Tin lành) là sách thứ sáu mươi trong Thánh Kinh của Kitô giáo và là sách thứ 21 trong Tân Ước. Sách này được cho là một thư tín của Phê-rô gửi cho các tín hữu Ki tô giáo. Niềm tin truyền thống của Công giáo La Mã cho rằng thư này đã được viết trong thời gian ông làm Giám mục Roma hoặc Giám mục Antiochia nhưng điều đó không được nói đến trong thư, nhưng thư nói rằng nó được viết ở Babylon. Trong Khải Huyền, Babylon được sử dụng như một mật danh cho Roma. Thư này đã được gửi đến các hội thánh Kitô giáo ở Tiểu Á đang bị bắt đạo vì niềm tin của họ.

## Tác giả
Nhiều người nghiên cứu sách này tin rằng Phê-rô không phải là tác giả của thư tín vì có vẻ thư đã được viết bởi một người đã học hùng biện và triết học, cũng như tiếng Hy Lạp, đây là những điều khá khác thường đối với một ngư dân ở Galilê. Những người khác tin rằng Phê-rô đã có một thư ký có trình độ học vấn để giúp ông viết thư này hoặc Phê-rô đã học các môn liên quan này trong khoảng thời gian kéo dài hàng thập kỷ từ sự qua đời của Giê-su đến thời điểm ông viết thư.

## Người nhận thư
1 Phê-rô được gửi đến “những khách lữ hành được Thiên Chúa kén chọn” sống ở Pontus, Galatia, Cappadocia, Asia và Bithynia. Đây là các tỉnh của La Mã ở Tiểu Á. Trong Chương 1, câu 17, họ được khuyên “hãy đem lòng kính sợ mà sống cuộc đời lữ khách này”. Phê-rô gọi họ là “những khách lữ hành”, trong câu đầu tiên của thư. Điều này có thể có ý những người theo đạo Cơ Đốc mong muốn trở về nhà của họ ở thiên đàng, hoặc những người ở một nơi khác với nơi họ được sinh ra. Mặc dù người dân địa phương có thể đối xử không tốt với các Kitô hữu, nhưng Phê-rô bảo họ hãy trung thành với cả tôn giáo của họ và Đế quốc La Mã (Chương 2, câu 17).

## Những gì Phê-rô nói với các Kitô hữu
Phê-rô đã khuyên các Kitô hữu:
- (1) giữ lòng trung tín ngay cả khi người khác đối xử tệ bạc với họ. (Chương 1 và 2)
- (2) để sống một cuộc sống thánh khiết theo mọi cách hàng ngày. (Chương 2 và 3)
- (3) Ông nói đến tấm gương của Chúa Giêsu Kitô và các lý do khác để sống kiên nhẫn và thánh khiết trong Chương 3 và 4.
- (4) Ông kết thúc với lời khuyên cho các mục sư và mọi người (Chương 5).